# Bob Maitland
Robert John "Bob" Maitland (31 de março de 1924 — 26 de agosto de 2010) foi um ciclista britânico que era ativo durante os anos 50 do século XX.
Em 1948, ele participou dos Jogos Olímpicos de Londres, onde ganhou a medalha de prata no contrarrelógio por equipes, juntamente com seus compatriotas Ian Scott e Gordon Thomas. Na estrada individual foi o sexto.